# Золотовка (река)
Золотовка — река в России, протекает по Псковской области. Устье реки находится в 44 км по правому берегу реки Черёхи. Длина реки — 12 км.

## Данные водного реестра
По данным государственного водного реестра России относится к Балтийскому бассейновому округу, водохозяйственный участок реки — Великая. Относится к речному бассейну реки Нарва (российская часть бассейна).
Код объекта в государственном водном реестре — 01030000212102000029324.